# Campeonato Europeo de Piragüismo en Eslalon de 2006
El VII Campeonato Europeo de Piragüismo en Eslalon se celebró en la localidad de L'Argentière-la-Bessée (Francia) entre el 30 de junio y el 2 de julio de 2006 bajo la organización de la Asociación Europea de Piragüismo (ECA) y la Federación Francesa de Piragüismo.
Las competiciones se desarrollaron en el canal de piragüismo en eslalon acondicionado en el río Durance.

## Países participantes
Participaron 192 piragüistas de 32 países europeos en 4 especialidades, 3 masculinas y 1 femenina, tanto individualmente como en equipo.
| - Alemania - Andorra - Austria - Bélgica - Bosnia y Herzegovina - Bielorrusia - Croacia - Eslovaquia | - Eslovenia - España - Finlandia - Francia - Grecia - Hungría - Irlanda - Italia | - Letonia - Lituania - Luxemburgo - Macedonia del Norte - Países Bajos - Polonia - Portugal - Reino Unido | - República Checa - Rumania - Rusia - Serbia - Suecia - Suiza - Turquía - Ucrania |

## Medallistas

### Masculino
| Evento                 | Oro | Plata | Bronce |
| ---------------------- | --- | --- | --- |
| K1 individual (02.07)  | Fabian Dörfler · Alemania · 211,61 pts.                                                                       | Erik Pfannmöller · Alemania · 212,09 pts.                                                                         | Diego Paolini · Italia · 212,73 pts.                                                                                          |
| C1 individual (02.07)  | Tony Estanguet Francia 221,24                                                                                 | Michal Martikán · Eslovaquia · 224,82                                                                             | Tomáš Indruch · República Checa · 225,96                                                                                      |
| C2 individual (02.07)  | Cédric Forgit Martin Braud Francia 237,51                                                                     | Pavol Hochschorner · Peter Hochschorner · Eslovaquia · 237,91                                                     | Kay Simon · Robby Simon · Alemania · 238,73                                                                                   |
| K1 por equipos (01.07) | Peter Kauzer Dejan Kralj Jure Meglič Eslovenia 241,14                                                         | Grzegorz Polaczyk · Henryk Polaczyk · Dariusz Popiela · Polonia · 242,41                                          | Erik Pfannmöller · Alexander Grimm · Fabian Dörfler · Alemania · 242,85                                                       |
| C1 por equipos (30.06) | Stefan Pfannmöller · Nico Bettge · Jan Benzien · Alemania · 252,06                                            | Michal Martikán · Juraj Minčík · Alexander Slafkovský · Eslovaquia · 256,09                                       | Tomáš Indruch · Jan Mašek · Stanislav Ježek · República Checa · 257,23                                                        |
| C2 por equipos (01.07) | Alemania · Felix Michel / Sebastian Piersig · David Schröder / Frank Henze · Kay Simon / Robby Simon · 265,50 | Francia Philippe Quémerais / Yann Le Pennec Martin Braud / Cédric Forgit Christophe Luquet / Pierre Luquet 269,69 | República Checa · Marek Jiras / Tomáš Máder · Jaroslav Volf / Ondřej Štěpánek · Jaroslav Pospíšil / Jaroslav Pollert · 271,50 |

### Femenino
| Evento                 | Oro                                                                       | Plata                                                                              | Bronce                                                      |
| ---------------------- | ------------------------------------------------------------------------- | ---------------------------------------------------------------------------------- | ----------------------------------------------------------- |
| K1 individual (02.07)  | Elena Kaliská · Eslovaquia · 237,11 pts.                                  | Jennifer Bongardt · Alemania · 238,34 pts.                                         | Mathilde Pichery Francia 238,86 pts.                        |
| K1 por equipos (30.06) | Elena Kaliská · Jana Dukátová · Gabriela Stacherová · Eslovaquia · 277,24 | Štěpánka Hilgertová · Irena Pavelková · Marie Řihošková · República Checa · 281,31 | Mathilde Pichery Aline Tornare Marie Gaspard Francia 283,26 |

## Medallero
| Núm. | País            | Oro | Plata | Bronce | Total |
| ---- | --------------- | --- | ----- | ------ | ----- |
| 1    | Alemania        | 3   | 2     | 2      | 7     |
| 2    | Eslovaquia      | 2   | 3     | 0      | 5     |
| 3    | Francia         | 2   | 1     | 2      | 5     |
| 4    | Eslovenia       | 1   | 0     | 0      | 1     |
| 5    | República Checa | 0   | 1     | 3      | 4     |
| 6    | Polonia         | 0   | 1     | 0      | 1     |
| 7    | Italia          | 0   | 0     | 1      | 1     |
|      | TOTAL           | 8   | 8     | 8      | 24    |